# Kukuljane
Kukjan en albanais et Kukuljane en serbe latin (en serbe cyrillique : Кукуљане) est une localité du Kosovo située dans la commune/municipalité de Dragash/Dragaš et dans le district de Prizren/Prizren. Selon le recensement de 2011, elle compte 235 habitants.
Selon le découpage administratif de la Serbie, la localité fait partie de la municipalité de Gora.

## Démographie

### Évolution historique de la population dans la localité
| 1948 | 1953 | 1961 | 1971 | 1981 | 1991 | 2011 |
| ---- | ---- | ---- | ---- | ---- | ---- | ---- |
| 543  | 551  | 485  | 605  | 777  | 621  | 235  |

|  |

### Répartition de la population par nationalités (2011)
En 2011, les Gorans représentaient 97,87 % de la population.